# ريناتا موراليس
ريناتا موراليس هي فنانة بصرية متعددة التخصصات. ولدت في مكسيكو سيتي، تعيش حاليا في كندا. وعملت مع فرقة أركايد فاير، ومع مخرجين مثل دينيس فيلنوف، بيدرو بيريس، سبايك جونز، أنطون كربيجن و فنسنت موريسيت. وقد شوهدت ازياءها على عدة فنانين مثل غرايمس، ألي أكس، وييل and Yelle.